# Goodbye to Love
Goodbye to Love è un brano musicale scritto da Richard Carpenter e John Bettis e pubblicato come singolo dal gruppo The Carpenters nel 1972, estratto dall'album A Song for You.

## Tracce
- 7"

1. Goodbye to Love
2. Crystal Lullaby

## Formazione
- Karen Carpenter - voce, cori
- Richard Carpenter - cori, piano, piano Wurlitzer elettrico, organo Hammond
- Joe Osborn - basso
- Hal Blaine - batteria
- Tony Peluso - chitarra elettrica
- Earl Dumler - oboe